# Михайло Олександрович (князь чернігівський)
Михайло Олександрович — великий князь чернігівський початку-середини XIV століття. Згаданий у Любецькому синодику.
Зотов Р. В. вважав Михайла онуком Костянтина Ольговича (нар. бл. 1170), Войтович Л. В. — онуком Романа Михайловича Брянського та Чернігівського (нар. бл. 1230). В цьому разі міг бути братом Василя Брянського, якого Карамзін М. М. вважав представником Ольговичів, а не смоленських Ростиславичів. Водночас Михайла вважають батьком Романа Брянського та Чернігівського, який діяв від 1370-х років та вбитий 1401 року в Смоленську.
Горський А. А. засумнівався в тому, що всього три князі могли займати великокнязівський чернігівський стіл протягом усього XIV століття, і припустив, що Михайло або не був онуком Костянтина Ольговича, або не був батьком Романа Михайловича.
Існування Костянтина Ольговича не визнає й О. В. Шеков, який залучив дані Введенського синодика, і вважає Костянтина однією особою з Олегом, а не його сином (Костянтин — хрестильне ім'я Олега). Також відомо, що сина Олександра мав Олег.